# Cerco de Lisboa (1109)
O Cerco de Lisboa foi uma campanha militar e cerco à cidade de Lisboa. O Reino Norueguês lutou contra os muçulmanos ibéricos na cidade em 1109. Os noruegueses venceram, sofrendo poucas baixas. O cerco teve um impacto significativo em Lisboa devido aos conflitos contínuos entre cristãos e muçulmanos na Península Ibérica.

## Antecedentes
Em 1109, uma frota norueguesa de 60 navios entrou em Lisboa pelo Rio Tejo sob o comando de Sigurdo I da Noruega. Lá, eles eventualmente cercariam a cidade e a entregariam ao Reino de Leão através de seu vassalo Henrique, Conde de Portugal.

## Cerco
Embora grande parte do cerco propriamente dito seja desconhecida, ele é descrito como uma vasta e sangrenta batalha dentro e ao redor da cidade de Lisboa. As muralhas foram quebradas por Catapultas, com o exército norueguês sofrendo poucas baixas. O exército norueguês, com Sigurdo à sua frente, saqueou e conquistou a cidade com sucesso. O cerco e o ataque à cidade muçulmana são frequentemente referidos como a terceira vitória de Sigurdo durante a sua cruzada. É frequentemente reconhecido como tendo tido um grande impacto na Reconquista.

## Consequências
Não se sabe quanto o cerco de Sigurdo contribuiu para a Reconquista, embora muitos sugiram um impacto significativo, com estudos até se referindo às incursões nórdicas na Ibéria e nas Ilhas Baleares como parte da história maior da Ibéria Islâmica.
Alguns dos homens capturados no cerco foram batizados posteriormente. O rei levou o que pôde carregar antes de deixar a cidade para continuar a Cruzada. Ele posteriormente atacaria os piratas bárbaros de Maiorca antes de continuar a sua jornada para a Sicília.
Pouco depois do cerco, a cidade foi entregue ao Reino de Leão através de Henrique, Conde de Portucale. As evidências apontam para algum tipo de acordo entre Sigurdo e Henrique, no entanto, não há registros diretos da aliança. É mais provável que não seja uma coincidência de eventos, uma vez que Henrique capturou Sintra pelo menos uma vez em 1109. Isso sugere coordenação entre os dois líderes, embora pura sorte não deva ser descartada.